# Basalrate
Als Basalrate bezeichnet man in der Arzneimitteltherapie die Menge eines kontinuierlich verabreichten, kurzwirksamen  Wirkstoffs. Sie deckt den Grundbedarf der Wirkstoffmenge. Basalraten werden vor allem in der Insulintherapie mit Insulinpumpen sowie in der Anästhesie, Schmerztherapie und Intensivmedizin, beispielsweise als kontinuierliche Periduralananalgesie mit Infusions- oder Spritzenpumpen, eingesetzt.
Vorteil einer kontinuierlichen Wirkstoffgabe ist die den Bedürfnissen besser entgegenkommende gleichmäßige Aufrechterhaltung eines Wirkstoffspiegels. Nachteilig sind der erhöhte apparative Aufwand und die Gefahr von Infektionen bei längerer Verweilzeit eines parenteralen Zugangs.
Die Basalrate kann je nach Bedarf auch tageszeitlich variiert werden. In Phasen erhöhten Wirkstoffbedarfs – beispielsweise nach Nahrungsaufnahme bei Insulintherapie oder akuten Schmerzen bei einer kontinuierlichen Schmerztherapie – kann die Wirkstoffmenge durch zusätzliche Gabe einer entsprechenden Dosis (Bolus) erhöht werden.